# Phil Galfond
Phil Galfond (16 januari 1985) is een Amerikaans professioneel pokerspeler. Hij won onder meer het $5.000 Pot Limit Omaha-toernooi van de World Series of Poker 2008 (goed voor $817.781,- aan prijzengeld) en het $10.000 2-7 Draw Lowball No-Limit Championship van de World Series of Poker 2015 (goed voor $224.383,-).
Galfond verdiende tot en met juni 2018 meer dan $2.900.000,- in pokertoernooien, opbrengsten uit cashgames niet meegerekend.

## Wapenfeiten
Galfond maakte naam als speler van online cashgames op de hoogste limieten. In live-toernooien boekte hij vanaf 2006 resultaten, onder meer met zijn eerste twee geldprijzen tijdens de World Series of Poker (WSOP) van dat jaar. Galfond verscheen in 2007 in het vierde seizoen van het televisieprogramma High Stakes Poker, waarin hij in seizoen zes en zeven terugkeerde. Hij won zijn eerste WSOP-titel op de World Series of Poker 2008. Hiervoor overleefde hij in het $5.000 Pot Limit Omaha-toernooi van dat jaar een finaletafel waaraan ook onder anderen David Benyamine, Johnny Chan, John Juanda, Daniel Negreanu, Phil Hellmuth en Brian Rast voor de titel streden. In datzelfde jaar speelde hij zich ook voor het eerst in de prijzen op een hoofdtoernooi van de World Poker Tour door als zeventigste te eindigen in de World Poker Classic.
Galfond was in 2013 dicht bij het winnen van zijn tweede WSOP-titel toen hij doordrong tot de laatste twee in het $25.000 No Limit Hold'em-toernooi. Heads up was Steve Sung hem de baas. Galfonds tweede WSOP-titel volgde in 2015 alsnog. Tijdens het $10.000 2-7 Draw Lowball No-Limit Championship van dat jaar overwon hij een finaletafel met onder anderen Jorryt van Hoof, Eli Elezra, Erik Seidel en Nick Schulman.

## WSOP-titels
| Jaar                       | Toernooi                                               | Prijs      |
| -------------------------- | ------------------------------------------------------ | ---------- |
| World Series of Poker 2008 | $5.000 Pot Limit Omaha                                 | $817.781,- |
| World Series of Poker 2015 | $10.000 2-7 Draw Lowball No-Limit Championship         | $224.383,- |
| World Series of Poker 2018 | $10.000 Pot Limit Omaha Hi-Lo 8 or Better Championship | $567.788,- |